# Stanisław Stanuch
Stanisław Stanuch (ur. 29 marca 1931 w Piekarach Śląskich, zm. 9 lipca 2005 w Krakowie) – polski pisarz, publicysta, reportażysta.

## Życiorys
Ukończył studia na Wydziale Filozoficzno-Historycznym Uniwersytetu Jagiellońskiego. Debiutował w 1951 roku jako poeta na łamach tygodnika "Pokolenie". W latach 1954-1955 pracował jako redaktor "Nowego Kolejarza", zaś w latach 1956-1958 miesięcznika "Zebra". W latach 1956-1985 był współpracownikiem "Dziennika Polskiego". W okresie od 1970 do 1982 był redaktorem rozgłośni Polskiego Radia w Krakowie, następnie (1982-1985) redaktor w tygodniku "Tu i teraz". W latach 1985-1989 był współpracownikiem dziennika "Gazeta Krakowska". Był również jednym z założycieli grupy literackiej Barbarus oraz dyrektorem Wydawnictwa "Sponsor".
W latach 1948-1956 członek Związku Młodzieży Polskiej, od 1962 członek PZPR. Był członkiem Prezydium Komisji Kultury Komitetu Krakowskiego PZPR (od 1983), członkiem Prezydium Zespołu Pisarzy Partyjnych przy Komitecie Centralnym PZPR (od 1979), wiceprzewodniczący Zespołu Krytyków i Teoretyków Literatury przy KC PZPR (od 1985). 
Powieść Stanucha z 1959, Portret z pamięci wykorzystał Mariusz Szczygieł, który (zafascynowany nią) przedrukował ją w całości jako jedną z części swojej książki Projekt: prawda.  

## Publikacje
- Portret z pamięci
- Przystanek w szczerym polu
- W pełnym świetle
- Na gorącym uczynku
- Dziewczyna z marzeń
- Sceny z życia mężczyzn w średnim wieku
- Andrzej Bursa
- Przysługa albo opowieści ogrodnika
- Stracone szanse prozy polskiej w czterdziestoleciu
- Człowiek który był sądem
- Reportaż z beczki prochu
- Modlitwa o szczęśliwą śmierć

## Nagrody i odznaczenia
- Nagroda na Ogólnopolskim Przeglądzie Słuchowisk (1981)
- Wpis do Złotej Księgi Zasłużonych dla miasta Krakowa (1983)
- Nagroda Prezesa RSW „Prasa-Książka-Ruch” I stopnia (1985)
- Złoty Krzyż Zasługi
- Medal 40-lecia Polski Ludowej
- Odznaka Zasłużony Działacz Kultury